# Selleta de Pallerols
La Selleta de Pallerols és una muntanya de 776 metres que es troba entre el municipi de la Sénia, a la comarca del Montsià i el de la Pobla de Benifassà als Ports.
Prop del cim s'hi troba un vèrtex geodèsic (referència 244160002).